# Тиховиж
Тихови́ж — село у Зарічненській громаді Вараського району Рівненської області України. Населення становить 352 особи (станом на 2001 рік). Село розташоване на південному заході Зарічненського району, за 21,6 кілометра від центру громади.

## Географія
Село Тиховиж лежить за 21,6 км на південний захід від центру громади, фізична відстань до Києва — 337,7 км.
| Клімат Тиховижа         | Клімат Тиховижа | Клімат Тиховижа | Клімат Тиховижа | Клімат Тиховижа | Клімат Тиховижа | Клімат Тиховижа | Клімат Тиховижа | Клімат Тиховижа | Клімат Тиховижа | Клімат Тиховижа | Клімат Тиховижа | Клімат Тиховижа | Клімат Тиховижа |
| Показник                | Січ.            | Лют.            | Бер.            | Квіт.           | Трав.           | Черв.           | Лип.            | Серп.           | Вер.            | Жовт.           | Лист.           | Груд.           | Рік             |
| Середній максимум, °C   | −2,4            | −1,1            | 3,6             | 12,4            | 19,1            | 22,7            | 23,8            | 23,0            | 18,2            | 11,9            | 4,9             | 0,0             | 11,3            |
| Середня температура, °C | −5,4            | −4,2            | 0,0             | 7,5             | 13,5            | 17,3            | 18,4            | 17,5            | 13,2            | 7,9             | 2,4             | −2,5            | 7,1             |
| Середній мінімум, °C    | −8,3            | −7,3            | −3,6            | 2,7             | 8,0             | 11,9            | 13,1            | 12,1            | 8,3             | 3,9             | 0,0             | −5              | 3,0             |
| Норма опадів, мм        | 34              | 28              | 28              | 39              | 56              | 80              | 78              | 63              | 56              | 44              | 40              | 41              | 587             |
| ----------------------- | --------------- | --------------- | --------------- | --------------- | --------------- | --------------- | --------------- | --------------- | --------------- | --------------- | --------------- | --------------- | --------------- |
| Джерело:                |                 |                 |                 |                 |                 |                 |                 |                 |                 |                 |                 |                 |                 |

## Транспорт
У 1950-х роках було побудовано гілку вузькоколійної залізниці «Антонівка — Зарічне», яка проходила через село. У 1957 р. діючу лінію Антонівка - Кухітська Воля було передано на баланс Сарненського лісгоспу Рівненської області. Ділянку від Тиховижа, що поруч колишньої станції Борове, до Кухітської Волі було розібрано, натомість побудовано нову - від Тиховижа до Локниці.

## Населення
Станом на 1989 рік у селі проживало 350 осіб, серед них — 162 чоловіки і 188 жінок.
За даними перепису населення 2001 року у селі проживали 352 особи. Рідною мовою назвали:
| Мова       | Кількість осіб | Відсоток |
| ---------- | -------------- | -------- |
| українська | 352            | 100,00%  |

Населення станом на 1 січня 2025 року становило 300 осіб.[джерело?]

## Соціальна сфера
У селі є школа І ступеня, фельдшерсько-акушерський пункт, сільський клуб.[джерело?]